# Центральная резервная полиция Индии
Центральная резервная полиция Министерства внутренних дел Индии (Центральные резервные полицейские силы) (хинди केंद्रीय रिजर्व पुलिस बल, англ. Central Reserve Police Force) — воинские формирования (жандармерия) в подчинении Министерства внутренних дел Индии, выполняющие функции вооружённого резерва полиции для обеспечения общественного правопорядка, внутренней безопасности и целостности государства, борьбы с терроризмом, обеспечение безопасности при проведении выборов, содействие гражданским властям, преодолении последствий стихийных бедствий. 
Является одной из семи составляющих военизированных структур в составе Центральных вооруженных сил полиции МВД Индии.
По выполняемым задачам Центральная резервная полиция является аналогом внутренних войск в государствах СНГ.

## История

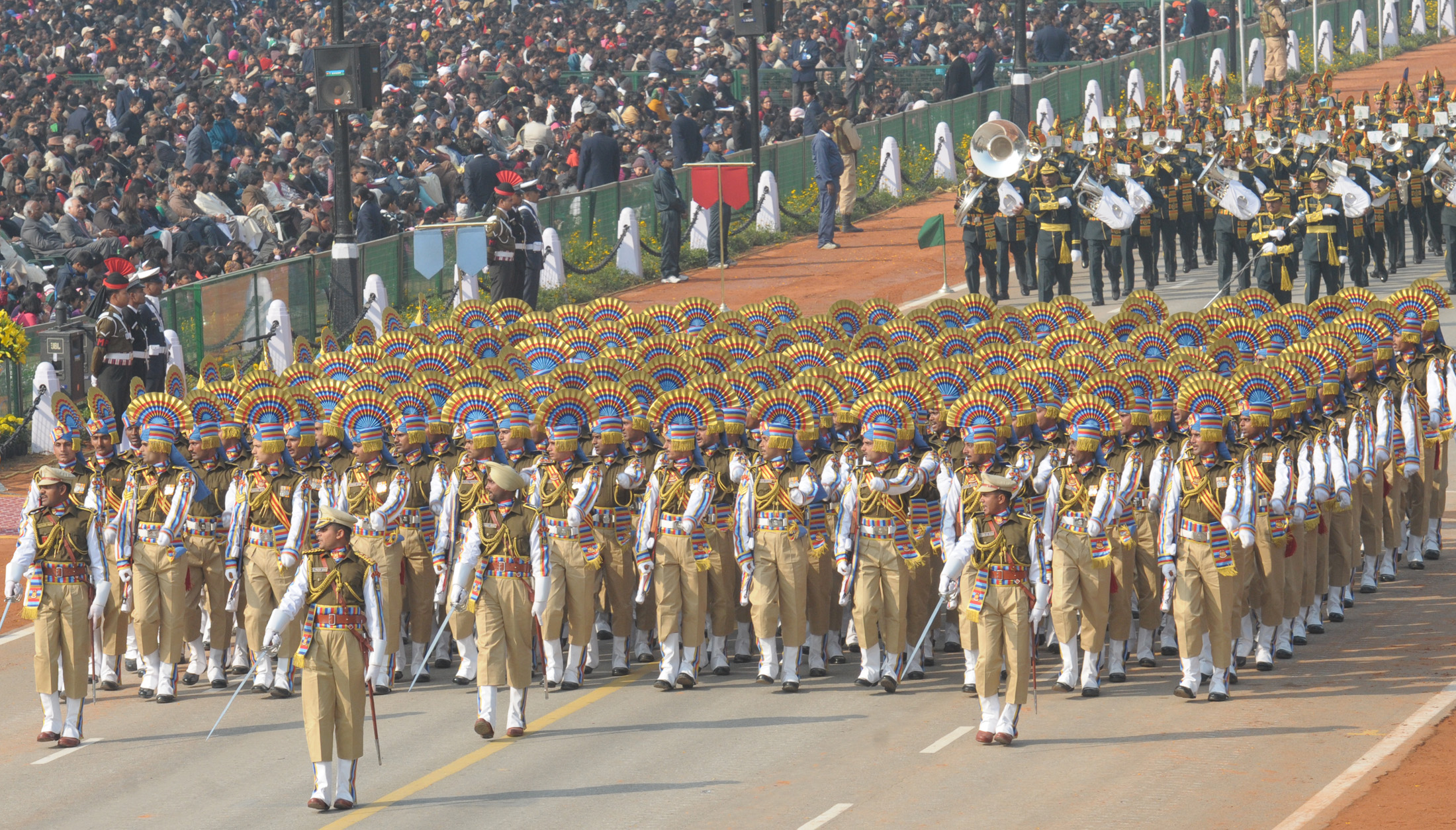
Парадная коробка Центральной резервной полиции.
Нью-Дели. 26 января 2012 года

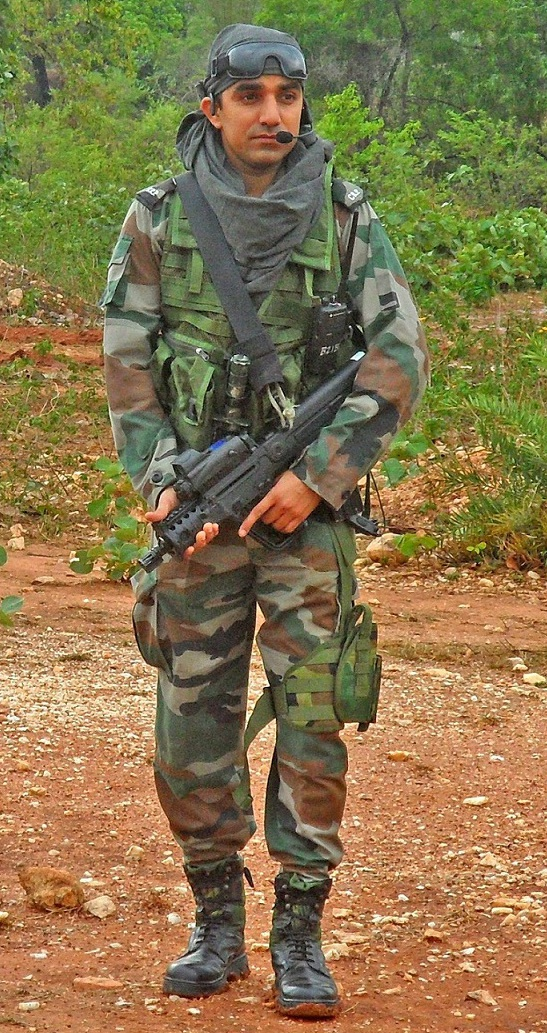
Военнослужащий батальона специального назначения «CoBRA» Центральной резервной полиции

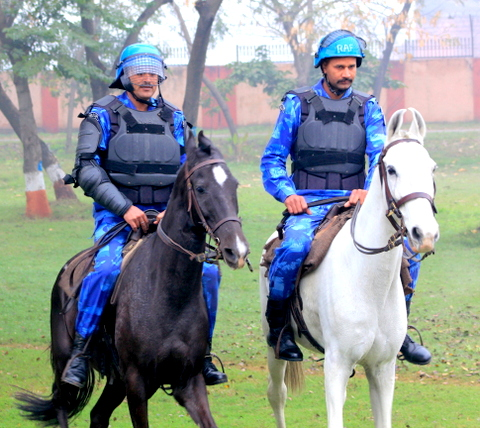
Конные бойцы оперативного батальона (сил быстрого реагирования) Центральной резервной полиции

27 июля 1939 года было создано Представительство королевской полиции (Представительские полицейские силы британской короны — англ. Crown Representative's Police), которое первоначально представляло собой два полицейских батальона в округе Нимуч в штате Мадхья-Прадеш. Его первоочередной задачей была защита британских граждан в штатах с нестабильной политической ситуацией.
После провозглашения Индией независимости Представительство королевской полиции  было переименовано в Центральные резервные полицейские силы (ЦРП) в соответствии с постановлением индийского парламента от 28 декабря 1949 года. Согласно принятым документам, ЦРП вошло в состав вооружённых сил Индийского союза.
С момента обретения независимости ЦРП выполнял функции пограничной стражи, обеспечивая безопасность государственной границы Индии с другими странами. В ходе многочисленных пограничных конфликтов с Китаем, Пакистаном и Бангладешом, военнослужащие ЦРП участвовали в боевых действиях.
Наряду с войсками индийской армии, формирования ЦРП участвовали во второй и третьей индо-пакистанских войнах, в китайско-индийской пограничной войне.
C 1 декабря 1965 года, с созданием Сил пограничной безопасности, ЦРП была освобождена от функций охраны государственной границы и целиком переключилась на обеспечение внутренней безопасности государства.
В период с 1987 по 1990 годы формирования ЦРП участвовали в гражданской войне в Шри-Ланке на стороне правительственных войск.
Также формирования ЦРП привлекались для участия в миротворческих операциях под эгидой войск ООН в Гаити, Намибии, Либерии, Сомали и Мальдивах.
ЦРП участвовала в наведении порядка во время конфликтов на почве межэтнической, межрелигиозной и межкастовой розни в разных штатах Индии, в особенности после разрушения индуистскими фанатиками мечети Бабри Масджид в г. Айодхья в конце 1992 года. Также ЦРП участвовал в борьбе против левых экстремистов, таких как наксалиты в штате Андхра-Прадеш. В 1980-х годах ЦРП участвовал в подавлении выступлений сикхских сепаратистов в Пенджабе.
На момент вооружённого восстания в Кашмирской долине в штате Джамму и Кашмир в 1989 году там находилось около 15 000 военнослужащих ЦРП, которые несли службу по охране особо важных объектов и некоторых высокопоставленных официальных лиц. Однако в силу своей профессиональной компетенции, центральная резервная полиция играла и продолжает играть второстепенную роль в антитеррористических операциях в Джамму и Кашмире, уступая первое место индийской армии.
На начало 1990-х годов вооружение формирований ЦРП представляло собой лёгкое стрелкового оружие, частично устаревших образцов времён Второй мировой войны. Данное вооружение не позволяло оказывать сопротивление боевикам даже в условиях обороны. В конце 1990-х годов было произведено перевооружение в формированиях ЦРП.
С годами численность формирований ЦРП постоянно возрастала. Так в 1990 году в составе ЦРП числилось 103 батальона, которые были развёрнуты во всех провинциях Индии. На тот момент численность ЦРП составляла 90 000 человек и ещё 250 000 числилось в резерве. На 2010 год численность батальонов достигла 200. На 2018 год в составе ЦРП было 246 батальонов различных типов.
С осени 2016 года для борьбы с маоистским подпольем в штате Джаркханд, от ЦРП привлекаются женские батальоны.

## Состав
На 2018 год в состав ЦРП входили:
- 208 батальонов;
- 10 оперативных батальонов (силы быстрого реагирования[англ.]) — специализируются на нейтрализации массовых беспорядков и разгоне толпы;
- 15 батальонов специального назначения «CoBRA» (батальоны «коммандос»[англ.]) — специализируются на контрпартизанских действиях в условиях джунглей (сокращение от Commando Battalion for Resolute Action)[6];
- 6 женских батальонов (mahila battalion, от mahila (хинди महिला) — женский);
- 5 батальонов связи;
- 1 специальная дежурная группа;
- 1 группа по охране Парламента Индии;
- 43 опорных центров;
- 12 тренировочных центров;
- 20 учебных заведений;
- 17 мобильных госпиталей (из них 4 на 100 коек и 17 на 50 коек);
- 7 мастерских по вооружению;
- 2 главные базы хранения вооружения.

Численность формирований ЦПР на 2018 год составила 313 650 человек, что делает из неё самую крупную полувоенную организацию в мире.